# Multia
Multia es un municipio de Finlandia ubicado en la región de Finlandia Central.
En 2022, el municipio tenía una población de 1479 habitantes. Es el municipio menos densamente poblado del tercio meridional del país.
La capital municipal se ubica unos 50 km al noroeste de Jyväskylä, sobre la carretera 18 que lleva a Vaasa. Su principal lago es el Sinervä.

## Historia
En 1796, se construyó junto al lago Sinervä una iglesia, que recibió el estatus de parroquia en 1831. Perteneció a Keuruu hasta 1898, cuando Multia pasó a ser un municipio separado.